# Danielle Bunten Berry
Danielle Bunten Berry (St. Louis, 19 de fevereiro de 1949 – 3 de julho de 1998), também conhecida como Dan Bunten, foi uma designer americana de jogos eletrônicos. Ela é conhecida pelo desenvolvimento do jogo M.U.L.E. [en], um dos primeiros videogames multiplayer influentes da história e um dos primeiros jogos distribuidos pela EA Games. Também é conhecida como uma das criadoras de The Seven Cities of Gold [en], jogo de estratégia considerado um dos primeiros jogos de mundo aberto feitos.

## Biografia
Nasceu em St. Louis e mudou-se para Little Rock para cursar o ensino médio. Danielle começou a programar jogos eletrônicos baseados em texto como hobby. Mais tarde, Bunten fundou uma empresa de jogos eletrônicos chamada Ozark Softscape.
Após se divorciar de um terceiro casamento, Bunten iniciou sua transição de gênero, e em novembro de 1992 passou pela cirurgia de redesignação sexual, finalmente assumindo sua identidade feminina. Infelizmente ela sumiu da cena e da indústria de video games depois disso.
Dani mudou seu foco e passou a desenvolver jogos multiplayer para a internet, lançando Warsport em 1997. Em menos de um ano ela descobriu um câncer no pulmão, provavelmente relacionado à grande quantia de cigarros que passou a fumar. Em 3 de julho de 1998 ela faleceu desse câncer.
Bunten se casou três vezes e teve três filhos, uma garota e dois meninos.